# Licija
Licija (iz lat. Lycia) ili Likija (iz grč. Λυκία - Lykía; lik. Trm̃mis), starovjekovna regija u jugozapadnoj Anatoliji odnosno današnjoj Turskoj. Nalazila se između drevnih pokrajina Karije na sjeverozapadu, Pamfilije na istoku, te Pizidije na sjeveroistoku. U rano antičko doba sastojala se od grčkih polisa, dok je kasnije bila dijelom Perzijskog i Rimskog Carstva.

## Poveznice
- Stara Grčka
- Likijski jezik
- Ksantos i Letoon

## Vanjske poveznice
- Licija (Turska)
- Kršćanska Licija  Arhivirana inačica izvorne stranice od 6. travnja 2011. (Wayback Machine)
- A. D. F. Hamlin's A History of Ornament (licijske grobnice), New York: The Century Company, 1916.